# TIC 168789840
TIC 168789840 là một hệ sao với sáu ngôi sao, trong đó có ba cặp sao đôi bao quanh một trung tâm chung. Nó nằm cách Trái Đất khoảng 2000 năm ánh sáng. Trong khi các hệ thống khác với sáu cặp sao đã được phát hiện, nhưng đây là hệ thống đầu tiên mà các ngôi sao có thể được quan sát che khuất lẫn nhau. Mặt phẳng quay của chúng hướng gần về phía Trái Đất.

## Quỹ đạo
Hai trong số các cặp sao nhị phân quay quanh quỹ đạo tương đối gần nhau, trong khi cặp sao thứ ba phải mất 2.000 năm để quay quanh trung tâm hệ thống. Cặp A và cặp C quay quanh nhau trong 3,7 năm. Sao AC và sao B là cách nhau 0,423″ và đã được giải quyết. Cặp A và cặp C được tính là 4 AU (Cách nhau 07 mas), có nghĩa là về mặt lý thuyết, chúng có thể được giải quyết bằng cách sử dụng giao thoa lốm đốm, mặc dù điều này vẫn chưa đạt được. Ba cặp bên trong quá gần để được phân giải, lần lượt là 6.9 R☉, 21.4 R☉ và 6.1 R☉.

## Khám phá
Vệ tinh Transiting Exoplanet Survey Satellite đã xác định rằng hệ thống sao bao gồm sáu ngôi sao che khuất. Khám phá được công bố vào tháng 1 năm 2021. Nó cách Trái Đất khoảng 1.900 năm ánh sáng (584 pc), trong chòm sao Eridanus , phía tây khúc cua sắc nét nhất của tiểu hành tinh sông, Upsilon2 Eridani , thường được gọi là Theemin. Để có thể nhìn thấy nhóm này cần độ phóng đại mạnh từ Trái Đất vì nó mờ hơn nhiều so với ngôi sao khổng lồ cụm đỏ Theemin và ở khoảng cách xa hơn khoảng chín lần.

## Đặc điểm của sao
Các ngôi sao chính của cả ba ngôi sao đôi gần nhau nóng hơn và sáng hơn một chút so với Mặt Trời, trong khi các ngôi sao thứ cấp mát hơn và mờ hơn nhiều. Bởi vì hai cặp liên kết chặt chẽ rất gần nhau, chỉ cặp thứ ba, xa hơn mới có thể có các hành tinh. Tất cả các nguyên tố sơ cấp đều đang bắt đầu tiến hóa ra khỏi dãy chính, trong khi các nguyên tố thứ hai nhỏ hơn và tồn tại lâu hơn vẫn bám chắc vào dãy chính và kết hợp hydro trong lõi của chúng.